# Préproduction (jeu vidéo)
Pour les articles homonymes, voir Préproduction.
La phase de préproduction dans les jeux vidéo sert principalement pour la conception des règles de bases, des conventions et pour prouver l'utilité et la faisabilité d'une solution.
Dans le jeu vidéo il s'agit d'une étape critique qui consiste majoritairement en 3 points:
- Créer les éléments de base du game design
- Tester à travers un prototype le gameplay et les technologies critiques.
- Trouver et convaincre des partenaires financiers, des décideurs.
- Planifier, évaluer le coût de production et le temps nécessaire.

Une décision de continuer ou d'abandonner le projet est prise à la fin de cette étape. On appelle les projets de jeux disparaissant ainsi des projets tués ou killed.